# The Singles: The First Ten Years
The Singles: The First Ten Years je dvostruka kompilacija hitova švedskog sastava ABBA. Iako je sastav imao namjeru snimiti novi studijski album, zbog sve očitijeg razlaza, objavili su ovu kompilaciju singlova od 1973. do 1982. uz dvije nove pjesme: "The Day Before You Came" i "Under Attack". Iako raspad sastava nije nikad službeno objavljen, ovo je bila zadnja godina njihovog zajedničkog djelovanja.

## Popis pjesama
- Strana A

1. "Ring Ring" – 3:04
2. "Waterloo" – 2:44
3. "So Long" – 3:05
4. "I Do, I Do, I Do, I Do, I Do" – 3:16
5. "SOS" – 3:22
6. "Mamma Mia" – 3:31
7. "Fernando" – 4:12

- Strana B

1. "Dancing Queen" – 3:50
2. "Money, Money, Money" – 3:06
3. "Knowing Me, Knowing You" – 4:02
4. "The Name of the Game" – 4:53
5. "Take a Chance on Me" – 4:06
6. "Summer Night City" – 3:34

- Strana C

1. "Chiquitita" – 5:26
2. "Does Your Mother Know" – 3:14
3. "Voulez-Vous" – 5:08
4. "Gimme! Gimme! Gimme! (A Man After Midnight)" – 4:49
5. "I Have a Dream" – 4:44

- Strana D

1. "The Winner Takes It All" – 4:55
2. "Super Trouper" – 4:13
3. "One of Us" – 3:55
4. "The Day Before You Came" – 5:50
5. "Under Attack" – 3:47

## Osoblje
Abba
- Benny Andersson – sintesajzer, klavijature, vokal
- Agnetha Fältskog – vokal
- Anni-Frid Lyngstad – vokal
- Björn Ulvaeus – akustična gitara, električna gitara, vokal

Ostali izvođači
- Ulf Andersson - saksofon
- Ola Brunkert - bubnjevi
- Lars Carlsson - rog
- Christer Eklund - saksofon
- Malando Gassama - udaraljke
- Anders Glenmark - gitara
- Rutger Gunnarsson - bas-gitara
- Roger Palm - bubnjevi
- Janne Schaffer - gitara
- Åke Sundqvist - udaraljke
- Mike Watson - bas-gitara
- Lasse Wellander - gitara